# Jüdische Zeitung (Breslau)
Die Jüdische Zeitung war eine deutschsprachige Wochenzeitung, die von 1932 bis 1937 in Breslau in der Weimarer Republik und hierauf im NS-Staat erschienen ist. Sie war das Nachfolgeblatt der Jüdischen Volkszeitung (1904–1923) von Louis Neustadt und der Jüdischen Zeitung für Ostdeutschland (1924–1931) von Joachim Prinz, nun herausgegeben von H. Freund. Die Jüdische Zeitung informierte über politisches, gesellschaftliches und kulturelles Geschehen im In- und Ausland und aufgrund ihrer zionistischen Ausrichtung insbesondere zur jüdischen Ansiedlung in Palästina. Ebenso wie andere Breslauer jüdische Blätter thematisierte auch die Jüdische Zeitung antisemitische Vorfälle vor und nach der Machtergreifung am 30. Januar 1933. Der zunehmende Druck durch das nationalsozialistische Regime veranlasste dann die Redaktion, Verfolgungen in Deutschland immer weniger zu erwähnen und stattdessen über die Entwicklung in Palästina sowie die Lage der Juden in europäischen Ländern zu berichten. Die Auswanderung wurde angesichts des geringen gesellschaftlichen Widerstands gegen das Regime schließlich als einziger Ausweg für die jüdische Bevölkerung in Deutschland angesehen. Die Jüdische Zeitung wurde zum 1. Mai 1937 verboten.

„Wir haben während der politischen Ereignisse der letzten Monate wiederholt, zuletzt in dem Leitartikel vom 30. Dezember vorigen Jahres: "Zerfall des Nationalismus?" zum Ausdruck gebracht, daß von einem Zerfall des Nationalsozialismus keine Rede sein kann, und daß die Machtergreifung durch die Nationalsozialisten in der einen oder anderen Form unvermeidlich sei. (...) Unsere Haltung gegenüber der jetzigen Entwicklung, die uns nicht überraschend kommt, ist gegeben und folgt aus unserem unbeugsamen Stolz auf unser jüdisches Volkstum. Unsere Parole muß sein: Ruhe zu bewahren und jeden Versuch, die Existenz, die Ehre und die Erhaltung des Judentums anzugreifen oder zu gefährden, mit allen Mitteln und mit Würde und Energie zurückzuweisen. Die Forderung des Tages ist: fester Zusammenschluß, Glaube an das Judentum und seine Zukunft, tatkräftige Förderung aller positiv jüdischen Bestrebungen.“